# Therese Huber
Therese Huber, född den 7 maj 1764 i Göttingen, död den 15 juni 1829 i Augsburg, var en tysk författare, dotter till filologen Ch.G. Heyne, gift med Ludwig Ferdinand Huber. Hon var en av de så kallade Universitätsmamsellen, en grupp på fem kvinnliga akademiker under 1700- och 1800-talet som var döttrar till akademiker vid universitetet i Göttingen, tillsammans med  Philippine Engelhard, Caroline Schelling, Dorothea von Rodde-Schlözer och Meta Forkel-Liebeskind. 
Hennes första äktenskap, med Georg Forster, skall inte ha varit lyckligt. Under sitt äktenskap med Huber började hon skriva av ekonomiska skäl. Hennes första böcker, Die familie Seldorf (1795), Luise (1796) och Erzählungen (1800–1802), gavs ut under hennes mans namn. Sedan hon blivit änka för andra gången, 1804, fortsatte hon med litterära arbeten och utgav bland annat 1819–1824 "Morgenblatt" i Stuttgart. 
Hennes senare arbeten, Erzählungen (1820), Hannah (1821), Ellen Percy (1822), Jugendmuth (1824) och Die ehelosen (1829), bär hennes namn och vittnar alla om hennes bildning, stora människokännedom och djupa humor. Hon utgav även "Forsters Briefwechsel" (1829, 2 band) jämte hans biografi. Åren 1830–1833 utgav hennes son, Victor Aimé Huber, hennes samlade Erzählungen (6 band).